# Elisabeth von Regenstein-Blankenburg

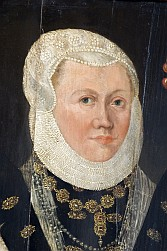
Elisabeth II., Fürstäbtissin von Quedlinburg

Elisabeth von Regenstein-Blankenburg (* 1542 oder 1543; † 20. Juli 1584 in Quedlinburg) war als Elisabeth II. Äbtissin des reichsunmittelbaren und freiweltlichen Stifts Quedlinburg.

## Leben
Elisabeth stammte aus dem Geschlecht der Grafen von Regenstein. Sie war die Tochter des Grafen Ulrich von Regenstein (1499–1551) und dessen zweiter Gemahlin Magdalena zu Stolberg, die 1546 beim Brand des Schlosses Blankenburg umkam.
Im Jahr 1565 wurde Elisabeth zur Koadjutorin des Stifts Quedlinburg gewählt. Am 5. März 1574, einen Tag nach dem Tod der Äbtissin Anna II., wurde sie als Äbtissin eingesegnet. Der Schutzherr des Stifts, Kurfürst August von Sachsen, war zunächst gegen die Wahl, bestätigte die Äbtissin aber nach Verhandlungen und Vergleichen schließlich doch. Dabei wurde auch festgelegt, dass alle Äbtissinnen und Koadjutorinnen nur mit Vorwissen des Schutzherren zu wählen seien. Die an das Kloster zu entrichtenden Steuern sollten durch Schutzherr und Äbtissin gemeinsam festgelegt werden.
Elisabeth legte den Schlossgarten und eine Wasserkunst an. 1583 wurde im Rathaus von Quedlinburg ein theologisches Streitgespräch abgehalten, zu dem Theologen aus der Pfalz, aus Braunschweig, Sachsen und Brandenburg von ihren Landesfürsten delegiert wurden.
Um die steigende Verschuldung zu bekämpfen, verpfändete sie das sogenannte Münzenberger Vorwerk. Weil ihre Gesundheit nachließ, sorgte sie für die Wahl von Anna zu Stolberg zur Koadjutorin und ersuchte um Bestätigung dieser Wahl in einem Schreiben an den Kaiser, starb aber noch vor Erhalt dieser Bestätigung. Elisabeth wurde in der Schlosskirche beigesetzt.